# Lingue della Somalia

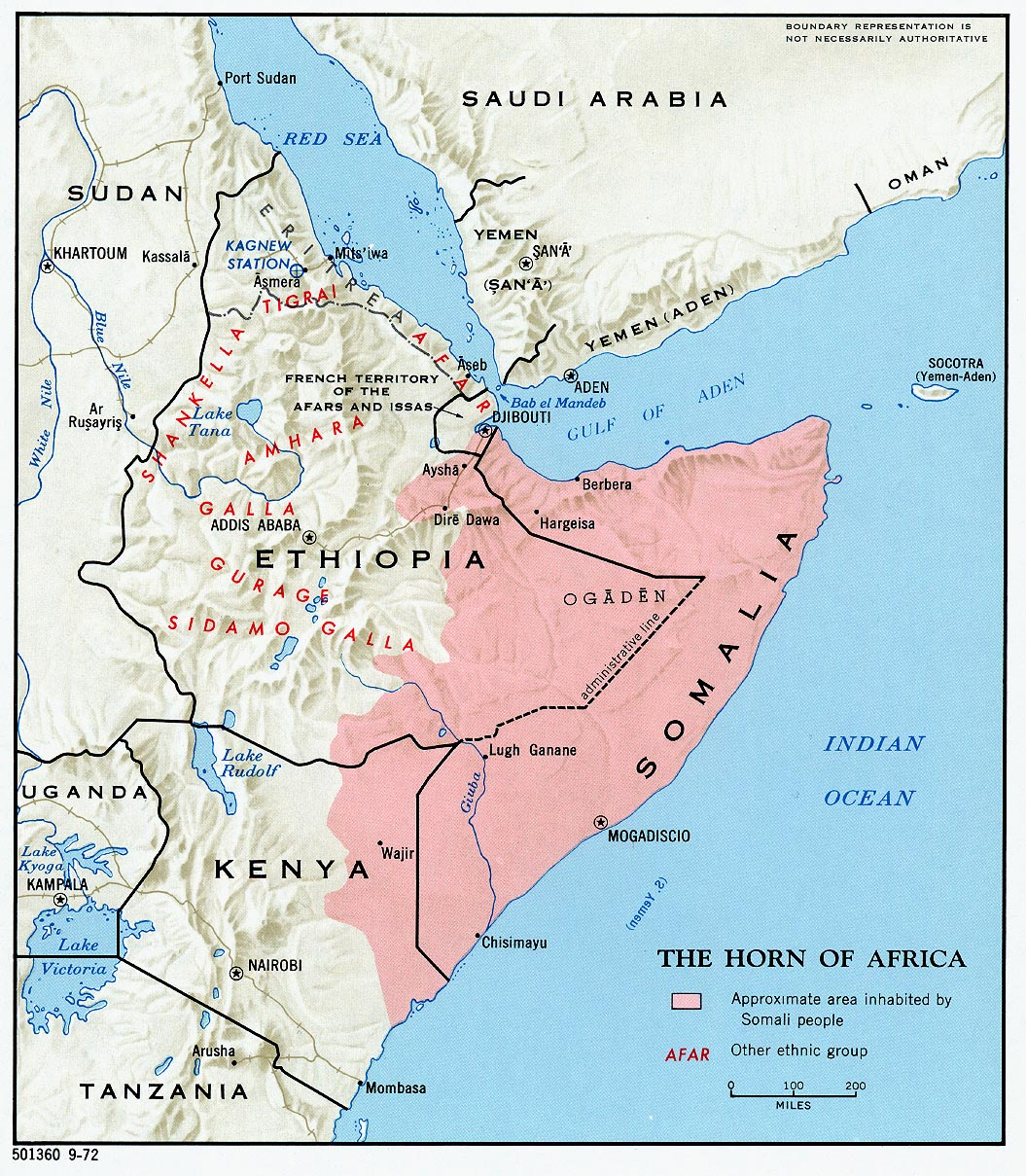
In rosa i territori approssimativamente abitati dai somali.

La lingua tradizionale della Somalia è sempre stata la lingua somala, sebbene nel corso della storia della Somalia siano state applicate anche varie lingue esterne a livello nazionale. Le lingue parlate specificamente nelle isole al largo della costa somala includono il creolo delle Seychelles, la lingua soqotri e il tikulu.

## Lingue cuscitiche e del Corno

### Lingua somala
Il somalo è la lingua ufficiale della Somalia e, come lingua madre del popolo somalo, è anche la lingua ufficiale. Fa parte del ramo cuscitico della famiglia afroasiatica, e i suoi legami più prossimi sono la lingua afar e la lingua saho. Il somalo è la lingua cuscitica meglio documentata con studi accademici che risalgono a prima del 1900.
Nel 2006, vi erano circa 16,6 milioni di parlanti del somalo, di cui circa 8,3 milioni in Somalia. I sei stati federali somali implementano esclusivamente il dialetto Af-Maxaa-tiri, ad eccezione dello stato del sud-ovest, che lo usa ufficialmente in combinazione con l'Af-Maay-tiri, comunemente noto come Maay Maay. La lingua somala è parlata dalle etnie somale nella Grande Somalia e dalla diaspora somala. È parlata in queste regioni come lingua adottiva da alcuni gruppi di minoranze etniche.
I dialetti somali sono divisi in tre gruppi principali: settentrionale, benaadir e maay (a volte scritto Mai o Mai Mai). Il somalo settentrionale (o somalo centro-settentrionale) costituisce la base per il somalo standard. Il benaadir (noto anche come somalo costiero) è parlato sulla costa di Benadir da Adale a sud di Merca, compresa Mogadiscio, così come nel vicino entroterra. I dialetti costieri hanno fonemi aggiuntivi che non esistono nel somalo standard. Il maay è parlato principalmente dai clan Digil e Mirifle (Rahanweyn) nel sud-ovest.
La lingua somala è regolamentata dall'Accademia della Lingua somala regionale, un'istituzione intergovernativa istituita nel giugno 2013 dai governi di Gibuti, Somalia ed Etiopia. È ufficialmente incaricata di preservare la lingua somala.

### Lingua dei segni somala
La lingua dei segni somala (SSL) è una lingua dei segni utilizzata dalla comunità dei sordi in Somalia e Gibuti. È stata originariamente sviluppata da un uomo somalo istruito in una scuola per sordi somali a Wajir, in Kenya. Nel 1997 ha fondato la prima scuola per sordi nella città di Borama, in Somalia.

### Afar
Durante la metà del XVI secolo, gran parte del Corno settentrionale, che si estendeva dall'entroterra del Golfo di Tadjoura fino alla costa nord-orientale della Somalia, funzionava sotto un'unica entità chiamata sultanato di Adal. Il sultanato di Adal ha unito il sultanato di Dankali di lingua afar con il sultanato di Ifat di lingua somala. La fusione di questa regione ha fatto sì che entrambe le lingue fossero parlate reciprocamente nelle rispettive regioni.

### Minoranze
Altre lingue minoritarie includono il bravanese (noto anche come chimwiini o chimbalazi), una variante della lingua bantu swahili parlata lungo la costa meridionale dal popolo bravanese. Il kibajuni è un dialetto che è la lingua madre del gruppo etnico minoritario dei Bagiuni. Inoltre, un certo numero di bantu parla il mushunguli come lingua madre.

### Lingue vulnerabili e in pericolo

#### Lingue cuscitiche vulnerabili
- Lingua garre (57.500 parlanti nel 1992)
- Tunni lingua Tunni (23.000 parlanti nel 2006)

#### Lingue cuscitiche in via di estinzione
- Aweer Lingua aweer, nota anche come "Boni", Waata, Wata, Sanye, Wasanye, Waboni, Bon, Ogoda o Wata-Bala (meno di 200 parlanti)
- Lingua Boni Boni, nota anche come Af-Boon o Boni (59 parlanti nel 2000).

#### Lingue dell'Atlantico-Congo in via di estinzione
- Mushungulu,[13] nota anche come Kimushungulu o lingua Mushunguli (23.000 parlanti nel 2006).

### Isole adiacenti
Nel 2010, la Somalia ha affermato che l'isola di Socotra, in cui si parla il soqotri, dovrebbe far parte della sua sovranità, sostenendo che l'arcipelago è situato più vicino alla costa africana che a quella arabica. Per quanto riguarda le altre isole adiacenti alla costa somala, il kibajuni è un dialetto swahili che è la lingua madre del gruppo etnico Bagiuni nelle isole omonime al largo della costa dell'Oltregiuba. In quest'isola che fa parte dell'Oltregiuba, questa lingua è parlata insieme al somalo. Poche centinaia di miglia più lontane, al di fuori della giurisdizione e delle acque territoriali della Somalia, alle Seychelles si parla il creolo delle Seychelles, che si trova a una distanza di circa 835 mi (1 344 km) attraverso il mare somalo dalla costa somala. Il creolo delle Seychelles è una lingua pidgin e creola basata sul francese, la cui lingua madre, il francese, è parlata nelle funzioni formali dell'istruzione dell'amministrazione nella nazione a maggioranza somala di Gibuti.

## Lingue semitiche

### Arabo
Oltre al somalo, l'arabo, che è anche una lingua afroasiatica, è una lingua ufficiale in Somalia, anche se è una lingua non indigena. Si stima che il numero totale di parlanti, indipendentemente dal livello, varia a più di due milioni. I dialetti yemeniti e hadhrami sono i più comuni. Tuttavia, altri analisti hanno affermato che i somali nel complesso non sono abili nella lingua, non la parlano affatto o solo in misura minore.
I principali prestiti lessicali af-somali provengono dall'arabo. Soravia (1994) ha notato un totale di 1.436 prestiti linguistici arabi in Agostini nel 1985, un importante dizionario somalo. La maggior parte dei termini del vocabolario consisteva in sostantivi comunemente usati e alcune parole che Zaborski (1967) osservò nella letteratura più antica, erano assenti nel lavoro successivo di Agostini. La disparità parallela tra le lingue araba e somala si è verificata nonostante un lungo periodo di una religione condivisa, così come la frequente mescolanza con alcune pratiche come l'umrah. Ciò può essere attribuito al fatto che ciascuna lingua si sia sviluppata separatamente dalla primitiva lingua afroasiatica e con il mare che separa i parlanti delle due lingue.
I somali parlano raramente arabo nella loro vita quotidiana in tutte le regioni della Grande Somalia, tra cui la Somalia, il Somaliland e Gibuti.

### Soqotri
A causa della breve distanza tra la Somalia e Socotra, ci sono sempre state ampie relazioni tra i due popoli, in particolare con la vicina regione del Puntland, ovvero l'area costiera continentale più vicina all'isola. Queste interazioni tra gli abitanti del Punland e di Socotra includono casi di aiuti durante i naufragi su entrambe le coste, il commercio e lo scambio di aspetti culturali e commerciali. Queste interazioni hanno anche fatto sì che alcuni abitanti delle più vicine località come Bereeda e Alula siano diventati bilingui sia nella lingua soqotri che in quella somala.

## Lingue europee

### Italiano
L'italiano era la principale lingua ufficiale della Somalia italiana, sebbene in seguito la regione dell'Oltregiuba, acquisita nel 1924, mantenne l'inglese a uno status semi-ufficiale per diversi anni da allora in poi. Durante il periodo di amministrazione fiduciaria delle Nazioni Unite dal 1949 al 1960, l'italiano insieme al somalo erano usati internamente a livello ufficiale, mentre la principale lingua di lavoro delle Nazioni Unite, l'inglese, era la lingua usata durante la corrispondenza diplomatica, internazionale e occasionalmente per quella economica. Dopo l'indipendenza del 1960, l'italiano rimase ufficiale per altri nove anni. L'italiano è stato successivamente dichiarato nuovamente lingua ufficiale dal governo federale di transizione insieme all'inglese nel 2004. Tuttavia, nel 2012, sono stati successivamente rimossi dalle istituzioni della Costituzione provvisoria dal governo federale della Somalia lasciando il somalo e l'arabo come le uniche lingue ufficiali.
Dopo un colpo di Stato militare nel 1969, tutte le entità straniere furono nazionalizzate da Siad Barre (che parlava correntemente l'italiano), inclusa la principale università di Mogadiscio, ribattezzata "Jaamacadda Ummadda Soomaliyeed" (Università nazionale somala). Ciò segnò l'inizio del declino dell'uso dell'italiano in Somalia.
L'italiano tuttavia è ancora ampiamente parlato dagli anziani, dagli istruiti e dai funzionari governativi della Somalia. Prima della guerra civile somala, Mogadiscio aveva ancora una scuola di lingua italiana, ma fu in seguito distrutta dal conflitto. Inoltre, nel 2021 è stato sottoscritto un protocollo d'intesa, da parte del governo somalo e di quello italiano, vòlto alla promozione dell'insegnamento della lingua italiana in Somalia. L'anno dopo, nel gennaio del 2022, sono pure state riprese le attività in lingua italiana della locale Radio Mogadiscio.

### Inglese
L'inglese è ampiamente insegnato nelle scuole. Era una lingua di lavoro nel protettorato della costa somala britannica nel nord del paese. L'utilizzo era in ascesa anche durante l'Amministrazione militare britannica della Somalia, quando la Gran Bretagna controllava la maggior parte delle aree abitate dai somali dal 1941 al 1949. Al di fuori del nord, la regione dell'Oltregiuba ha avuto il periodo più lungo in cui l'inglese era una lingua ufficiale quando l'impero britannico iniziò ad amministrare l'area dal 1880. In quanto tale, l'inglese era stata una lingua ufficiale nell'Oltregiuba nei cinque decenni che andavano dagli anni 1880 agli anni 1920, e successivamente a livello semi-ufficiale durante i decenni dell'amministrazione britannica (1940) e delle Nazioni Unite (1950). Il sito web ufficiale del governo è attualmente disponibile solo in inglese.

### Periodo derviscio
L'aumento del turco nel multiculturalismo somalo nell'era contemporanea risale alla fine degli anni '80 e all'inizio degli anni '90 dell'Ottocento e durante i tentativi di Ismail Urwayni e del suo studente Ali Nayroobi per diffondere il "salihismo somalo", la componente religiosa dei dervisci, attraverso i collegamenti con l'Impero ottomano. Il turco è parlato anche in numero modesto in Somalia. Nei periodi più recenti, questo è dovuto al fatto che un numero maggiore di studenti stranieri studia in college o università in Turchia dopo aver ricevuto borse di studio dal governo di Ankara. Altre ragioni includono la presenza di strutture educative costruite con l'assistenza del governo turco e i vari programmi di formazione in lingua turca che lo hanno accompagnato. Nella storia più lontana, il turco fu introdotto per la prima volta durante l'interazione tra gli ottomani per lo più turchi e rispettivamente i sultanati di Adal e Ajuraan. L'alleanza tra gli ottomani e lo Stato dei dervisci includeva traduttori turchi durante i negoziati diplomatici o lo scambio di ambasciatori tra gli ottomani e i dervisci.

### Portoghese
L'Impero portoghese iniziò a farsi strada nella regione dell'odierno Oltregiuba dal XVI secolo dove mantenne un punto d'appoggio sulle zone costiere dell'Oltregiuba fino alla sua sconfitta da parte del Sultanato di Ajuran in una battaglia navale. Successivamente la lingua portoghese cessò di essere usata.

## Ortografia

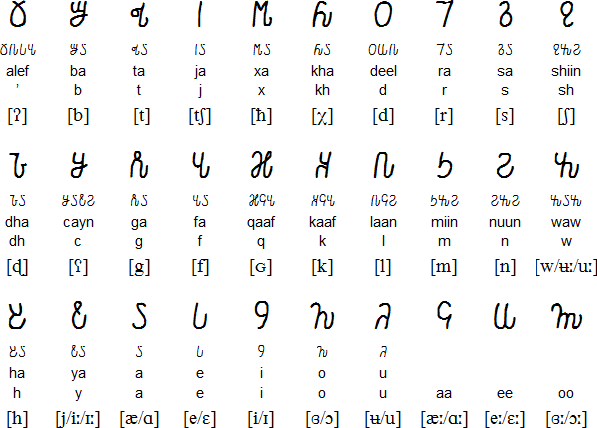
Alfabeto somalo

Per la trascrizione della lingua somala sono stati utilizzati numerosi sistemi di scrittura. Di questi, l'alfabeto latino somalo è il più utilizzato ed è ufficiale dal 1972. Esso è stato sviluppato da un certo numero di importanti studiosi del somalo, tra cui Musa Haji Ismail Galal, BW Andrzejewski e Shire Jama Ahmed specificamente per trascrivere la lingua somala, e utilizza tutte le lettere dell'alfabeto latino inglese tranne le p, v e z. Non ci sono segni diacritici o altri caratteri speciali eccetto l'uso dell'apostrofo per l'interruzione glottidale. Ci sono tre digrammi consonantici: DH, KH e SH. Il tono non è marcato e le vocali anteriori e posteriori non sono distinte.
Oltre a quello latino di Ahmed, altri tipi di alfabeti sono stati utilizzati per secoli per scrivere in somalo. Essi includono i caratteri arabi e wadaad. I sistemi di scrittura indigeni sviluppati nel XX secolo includono l'alfabeto osmanya, borama e kaddare, inventati rispettivamente da Osman Yusuf Kenadid, Sheikh Abdurahman Sheikh Nuur e Hussein Sheikh Ahmed Kaddare.